# Nicole Sheridan

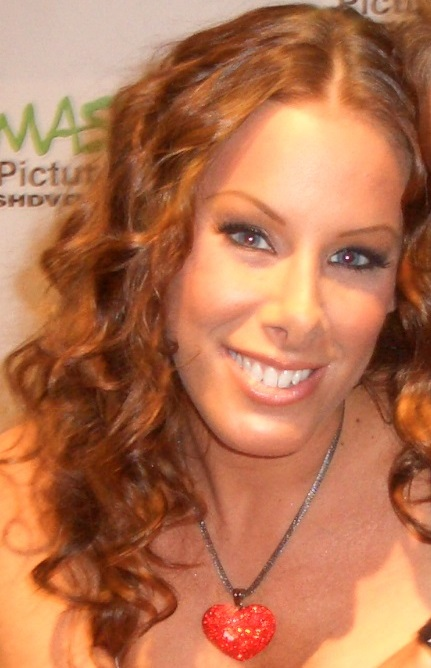
Nicole Sheridan bei der AVN Adult Entertainment Expo 2007

Nicole Sheridan (* 7. Mai 1975 als Melissa Post im Bundesstaat Pennsylvania) ist eine ehemalige US-amerikanische Pornodarstellerin und Schauspielerin.

## Leben
Melissa Post lebte in Pennsylvania, bevor sie 1999 nach Los Angeles zog. Vor ihrer Pornokarriere arbeitete sie als Stripperin. Sie ist seit 1999 als Nicole Sheridan im Pornogeschäft tätig und hat seitdem in mindestens 374 Filmen gespielt. Zu den bekanntesten Darstellungen zählen ihre Hauptrolle im Science-Fiction-Porno Taboo 2001 (AVN-Award-Nominierung) sowie die Rollen in Jewel Raider, einer Porno-Adaption von Tomb Raider, in Cupid’s Arrow mit Sydnee Steele und in Fetish – The Dreamscape vom Produzenten Michael Ninn. Sie arbeitete bereits für mehrere bekannte Produktionsfirmen wie Wicked Pictures, Vivid Video und Adam & Eve. Daneben arbeitet Sheridan für das japanische Anime-Studio Nu Tech und lieh ihre Stimme einer Vielzahl von animierten Charakteren.
Außerdem ist Sheridan bekannt durch Fotoserien für Fußfetischisten, bei denen sie nur mit einer Strumpfhose bekleidet ist.
Sheridan war von 2000 bis 2010 mit dem Darsteller Voodoo verheiratet und trat in ihren Filmen stets mit ihm auf. In Bikini Chain-Gang hatte sie gemeinsam mit ihrem Ehemann Voodoo ihre erste größere Rolle in einem TV-Film. In den nächsten Jahren folgten mehrere Erotikfilme des Regisseurs Fred Olen Ray.

## Auszeichnungen

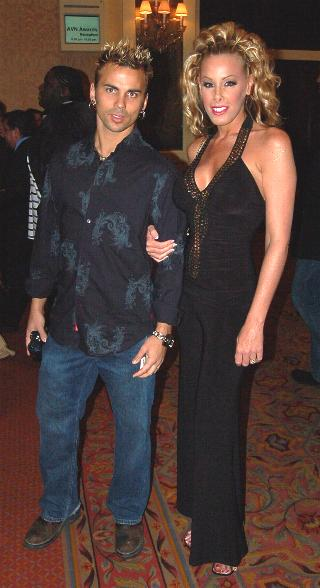
Sheridan mit ihrem damaligen Ehemann Voodoo bei den AVN Awards 2006

- 2002: AVN Award für Best Anal Sex Scene – Film (in Taboo 2001, mit Voodoo)
- 2007: AVN Award in der Kategorie Best Group Sex Scene – Video (in Fashionistas Safado – The Challenge, zusammen mit Belladonna, Melissa Lauren, Jenna Haze, Gianna, Adrianna Nicole, Flower Tucci, Sasha Grey, Marie Luv, Caroline Pierce, Lea Baren, Jewell Marceau, Jean Val Jean, Christian XXX, Voodoo, Chris Charming, Erik Everhard, Mr. Pete und Rocco Siffredi)[1]
- +4 Nominierungen

## Ausgewählte Filme
- 2001: Fetish 1: Dream Scape
- 2001: Jewel Raider
- 2001: Pussyman’s Decadent Divas 12 & 15
- 2001: Taboo 2001: Sex Odyssey
- 2002: Cupid’s Arrow
- 2002: Falling from Grace
- 2003: Skin Deep
- 2004: Nicole Sheridan’s Domination Diaries (1–3)
- 2004: Stiletto
- 2005: Camp Cuddly Pines Powertool Massacre
- 2006: Fashionistas Safado – The Challenge
- 2007: Operation: Desert Stormy

### TV-Filme
- 2005: Bikini Chain-Gang
- 2005: Bikini Round-Up
- 2006: Bikini Pirates
- 2006: Genie in a String Bikini
- 2006: Ghost in a Teeny Bikini
- 2006: Bikini Girls from the Lost Planet
- 2007: Super Ninja Doll (Super Ninja Bikini Babes)
- 2007: The Girl from B.I.K.I.N.I.
- 2008: Bikini Royale
- 2008: Tarzeena: Jiggle in the Jungle
- 2008: Voodoo Dollz